# Dariusz
Dariusz – imię męskie pochodzące z języka perskiego, gdzie miało formę Dārayavahuš, a zostało utworzone z elementów daraya – „posiadać” i vahu – „dobro” (w związku z tym pierwotne znaczenie imienia można objaśnić jako „ten, który jest dobry”) poprzez gr. Δαρείος i następnie łac. Darius. Było to imię królów perskich. Według innych źródeł imię oznacza „posiadający bogactwa”.
We współczesnym Iranie występuje w formie Dariusz, która w języku nowoperskim przyjęła się z greckiego – imię na przestrzeni wieków zatoczyło więc koło. Imię to, w odróżnieniu od swojego żeńskiego odpowiednika, którym jest Daria, znana w Polsce od średniowiecza, pojawiło się w Polsce z pewnością co najmniej w XVIII wieku, było jednak niezwykle rzadkie. Popularność zyskało w XX wieku.

## Dariuszimieninyobchodzi
- 25 lipca, jako wspomnienie bł. Dariusza Acosty Zurity, męczennika meksykańskiego[4]
- 29 września, jako wspomnienie bł. Dariusza Hernándeza Morató (25 X 1880-29 IX 1936), męczennika hiszpańskiej wojny domowej, kapłana, jezuity[5]
- 19 grudnia, jako wspomnienie św. Dariusza, męczennika razem z Zozymem, Pawłem i Sekundem, którzy rzekomo zginęli w IV wieku w Nikei, w Anatolii. W rzeczywistości św. Dariusz jest jednak postacią fikcyjną, która pojawiła się wskutek błędu kopisty, zniekształcającego imię św. Darii, czczonej razem ze św. Chryzantem[6].

## Odpowiedniki w innych językach
- łac. Darius
- ang. Darius
- bułg. Дарий
- czeski: Darius
- francuski: Darius
- hiszp. Darío
- litewski: Darius
- niemiecki: Darius
- staroperski: Darayavahuš
- pers. ‏داريوش‎ [wymowa taka sama jak w języku polskim]
- ros. Дарий (Darij)
- słowacki: Dárius
- ukr. Дарій (Darij)
- włoski: Dario

## Znane osoby noszące imię Dariusz

### Starożytniwładcy Persji
- Dariusz I Wielki
- Dariusz II
- Dariusz III

### Inni
- Dariusz Adamczuk – polski piłkarz
- Dario Bonetti – piłkarz włoski
- Dariusz Banek (ur. 1967) – pisarz
- Dariusz Baranowski – polski kolarz zawodowy
- Dariusz Basiński – artysta, członek grupy „Mumio”.
- Darío Castrillón Hoyos – kolumbijski duchowny katolicki, kardynał Kościoła rzymskokatolickiego, przewodniczący Komisji papieskiej „Ecclesia Dei"
- Dario Cologna – szwajcarski biegacz narciarski, trzykrotny mistrz olimpijski (2010, 2x 2014)
- Dario Dainelli – włoski piłkarz
- Dariusz Dziekanowski (ur. 1962) – polski piłkarz i trener
- Dariusz Dudka (ur. 1983) – polski piłkarz
- Dariusz Fikus (1932–1996), polski dziennikarz
- Dario Fo (1926–2016), włoski dramaturg, satyryk, kompozytor, laureat literackiej Nagrody Nobla (1997)
- Dariusz Fornalak – polski piłkarz
- Dario Franchitti – brytyjski kierowca wyścigowy
- Dario Frigo – włoski kolarz szosowy
- Dariusz Gajewski (ur. 1964) – polski reżyser
- Dariusz Gęsior – były reprezentant Polski, olimpijczyk
- Dariusz Gnatowski – polski aktor
- Darius Grigalionis – litewski pływak
- Dariusz Jabłoński – polski reżyser i producent filmowy
- Dariusz Jakubowski – polski aktor filmowy i teatralny
- Dariusz Joński - polski polityk
- Dariusz Kamys – aktor kabaretowy
- Darius Kasparaitis – litewski hokeista
- Dariusz Kłeczek (ur. 1957) – polski lekarz i polityk
- Dariusz Kmiecik - (1980-2014) polski dziennikarz telewizyjny, reporter Faktów TVN.
- Dario Knežević – chorwacki piłkarz
- Dariusz Kordek – polski aktor teatralny, musicalowy, filmowy i telewizyjny, piosenkarz
- Dariusz Kozakiewicz – polski gitarzysta
- Dariusz Kubicki (1963–), polski piłkarz i trener
- Dariusz Kuć – polski lekkoatleta
- Dariusz Tomasz Lebioda (ur. 1958) – polski poeta i krytyk literacki
- Darius Lukminas – litewski koszykarz
- Dariusz Machej – polski śpiewak operowy
- Dariusz Malejonek – polski muzyk
- Dario Mangiarotti – włoski szermierz, szpadzista
- Dariusz Med – według Księgi Daniela biblijny król Babilonu
- Dario Messana – włoski siatkarz
- Dariusz Michalczewski (ur. 1968) – polski bokser
- Dariusz Mikulski – polski waltornista
- Darius Miles – amerykański koszykarz
- Darius Milhaud – kompozytor francuski
- Dariusz Odija (ur. 1960) – polski aktor teatralny, filmowy i dubbingowy
- Dariusz Olszewski (ur. 1967) – działacz sportowy, poseł
- Dariusz Pawelec – polski krytyk literacki, wykładowca uniwersytecki
- Dariusz Pietrasiak (ur. 1980) – piłkarz GKS Bełchatów
- Dariusz Płaczkiewicz (ur. 1962) – piłkarz
- Dariusz Prosiecki (ur. 1978) – reporter telewizji TVN
- Dariusz Rekosz (ur. 1970) – pisarz – autor książek dla dzieci i młodzieży oraz książek dla dorosłych
- Darío Rodríguez – piłkarz urugwajski
- Dariusz Rosati (ur. 1946) – polski polityk i ekonomista
- Darius Ruželė – litewski szachista
- Dariusz Rzeźnik – polski folklorysta, tancerz i muzyk ludowy
- Dario Sala – włoski antykwariusz, muzyk, malarz, poeta, pisarz i pacyfista
- Dariusz Seliga (ur. 1969) – polski polityk
- Darío Silva – piłkarz urugwajski
- Dario Smoje – chorwacki piłkarz
- Dariusz Stachowiak – polski piłkarz
- Dariusz Szpakowski – polski komentator i dziennikarz sportowy
- Dariusz Szwed – polski polityk, jeden z założycieli i przewodniczący partii Zieloni 2004
- Dariusz Szpoper – wykładowca uniwersytecki
- Dario Šimić – chorwacki piłkarz
- Dariusz Tabisz – polski judoka
- Darius Vassell – angielski piłkarz
- Dario Vidošić – australijski piłkarz chorwackiego pochodzenia
- Dario Viganò (ur. 1962) – włoski duchowny katolicki, prefekt sekretariatu ds. komunikacji
- Dariusz Wdowczyk (ur. 1962) – polski piłkarz i trener
- Dariusz Wolski – polski operator filmowy
- Dario Zuffi – szwajcarski piłkarz
- Hernán Darío Gómez – kolumbijski piłkarz i trener piłkarski
- Rubén Darío Hernández – piłkarz kolumbijski
- Miguel Darío Miranda Gómez – meksykański duchowny katolicki, kardynał
- Krzysztof Dariusz Szatrawski – polski poeta, pisarz, muzykolog i literaturoznawca